# Ectocyclops phaleratus
Ectocyclops phaleratus är en kräftdjursart som först beskrevs av Koch 1838.  Ectocyclops phaleratus ingår i släktet Ectocyclops och familjen Cyclopidae. Arten är reproducerande i Sverige. Inga underarter finns listade i Catalogue of Life.